# 国立セーチェーニ図書館

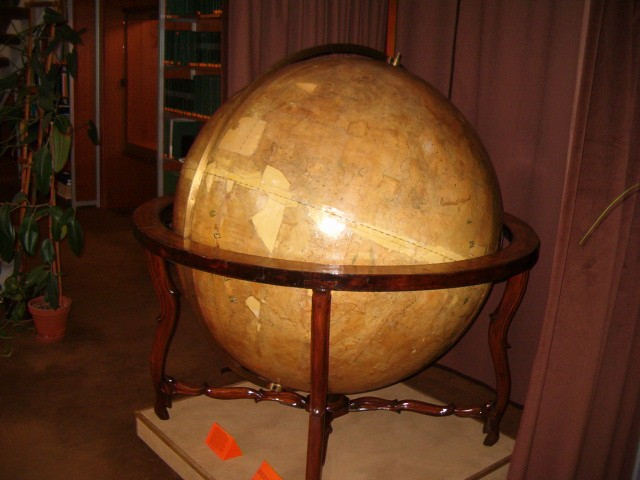
館内の地球儀

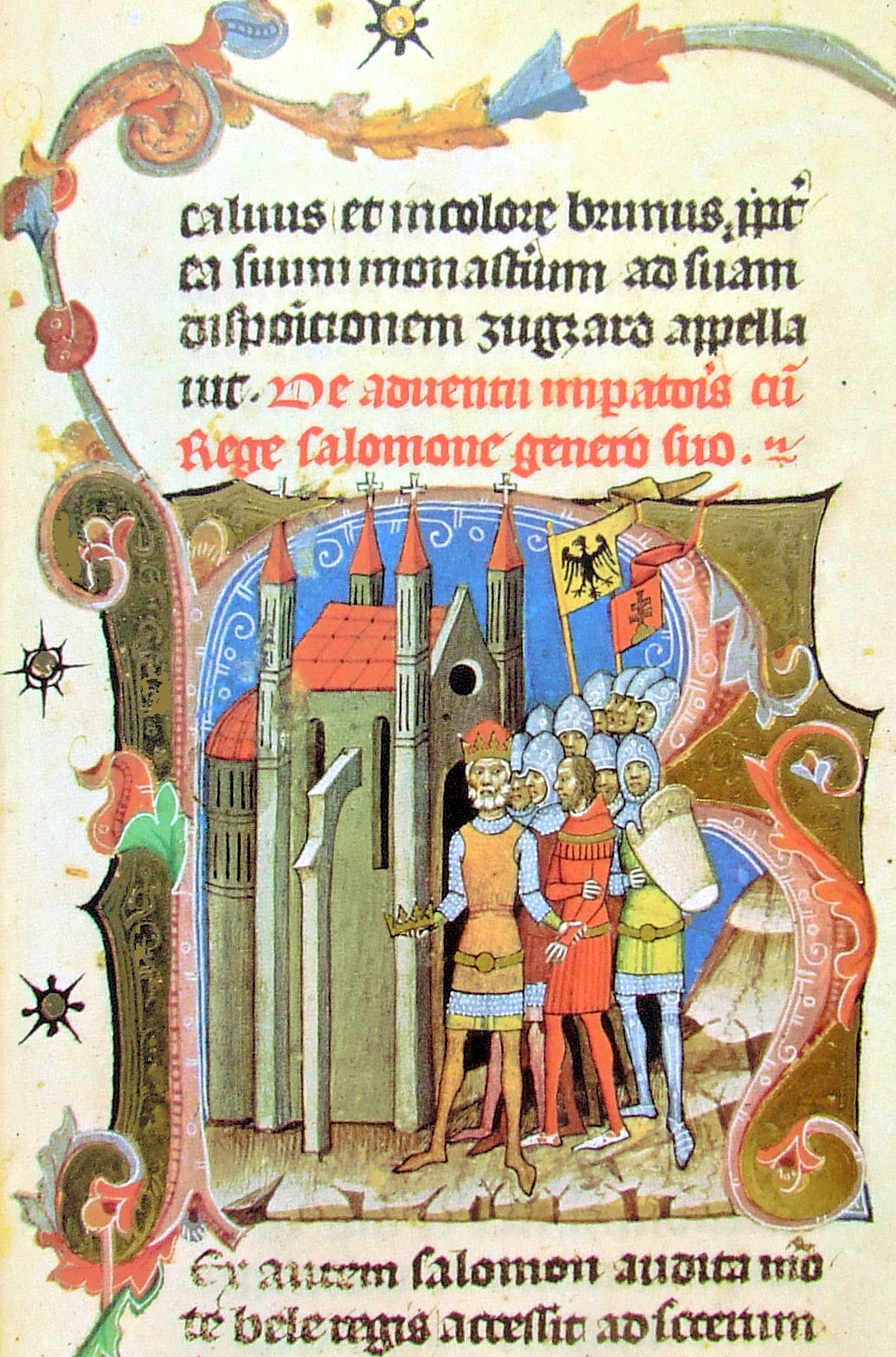
所蔵されている写本のひとつ。

国立セーチェーニ図書館（Országos Széchényi Könyvtár）は、ハンガリーの首都ブダペストにある国立図書館である。

## 歴史
この図書館は、1802年に非常に愛国心の強かった貴族セーチェーニ伯によって基礎が作られた。セーチェーニはマジャール語の文献を買い求めるために世界を旅し、この年に買い集めた文献を国家に寄贈したのである。翌年、ペシュトに公共図書館が開設され、セーチェーニを範とする形で全国民的に蔵書の寄贈運動が広がった。
1808年にハンガリーの国会は国立博物館を創設し、ハンガリーの歴史的、考古学的、自然的などの遺物を収集した。この博物館は図書館に吸収合併された。
1846年にハンガリー国立博物館は新しい建物に移されたが、1949年に至るまで図書館と博物館が再び各個独立の存在となることはなかった。1949年にやっと図書館は再分割され、国立セーチェーニ図書館という名称になった。1985年には新しい本館をブダ城に移した。

## コレクション
- Hungarica - ハンガリーの出版社が印刷したもの
  - ハンガリーで出版されたもの
  - 外国で出版されたが、マジャール語で書かれたか、ハンガリー人によって書かれたもの。
  - 書籍以外の史料（音声記録、ビデオ、デジタル資料等）
- 800万点の資料群 
  - 250万冊の書籍
  - 38万5000巻の新聞・雑誌類
  - 27万点の音楽資料（書かれたものと音声資料）
  - 100万点の写本
  - 約20万点の地図
  - 約32万点の絵画や版画
  - 300万点のポスター等小印刷物
  - 27万2000点の資料のマイクロフィルムコピー
- 初期の書籍のコレクション
  - 『クロニカ・ハンガロルム』（Chronica Hungarorum）- 1473年に印刷、出版されたハンガリー初の印刷本。
  - 1711年以前に印刷された書籍8600点
  - 1,700点のインキュナブラ
  - マジャール語の現存最古のテクスト
  - 12世紀の追悼演説